# Lavoisiera gentianoides
Lavoisiera gentianoides är en tvåhjärtbladig växtart som beskrevs av Dc.. Lavoisiera gentianoides ingår i släktet Lavoisiera och familjen Melastomataceae. Inga underarter finns listade i Catalogue of Life.